# ALSEP
ALSEP (англ. The Apollo Lunar Surface Experiments Package) — комплект наукових інструментів для дослідження місячної поверхні за програмою «Аполлон».

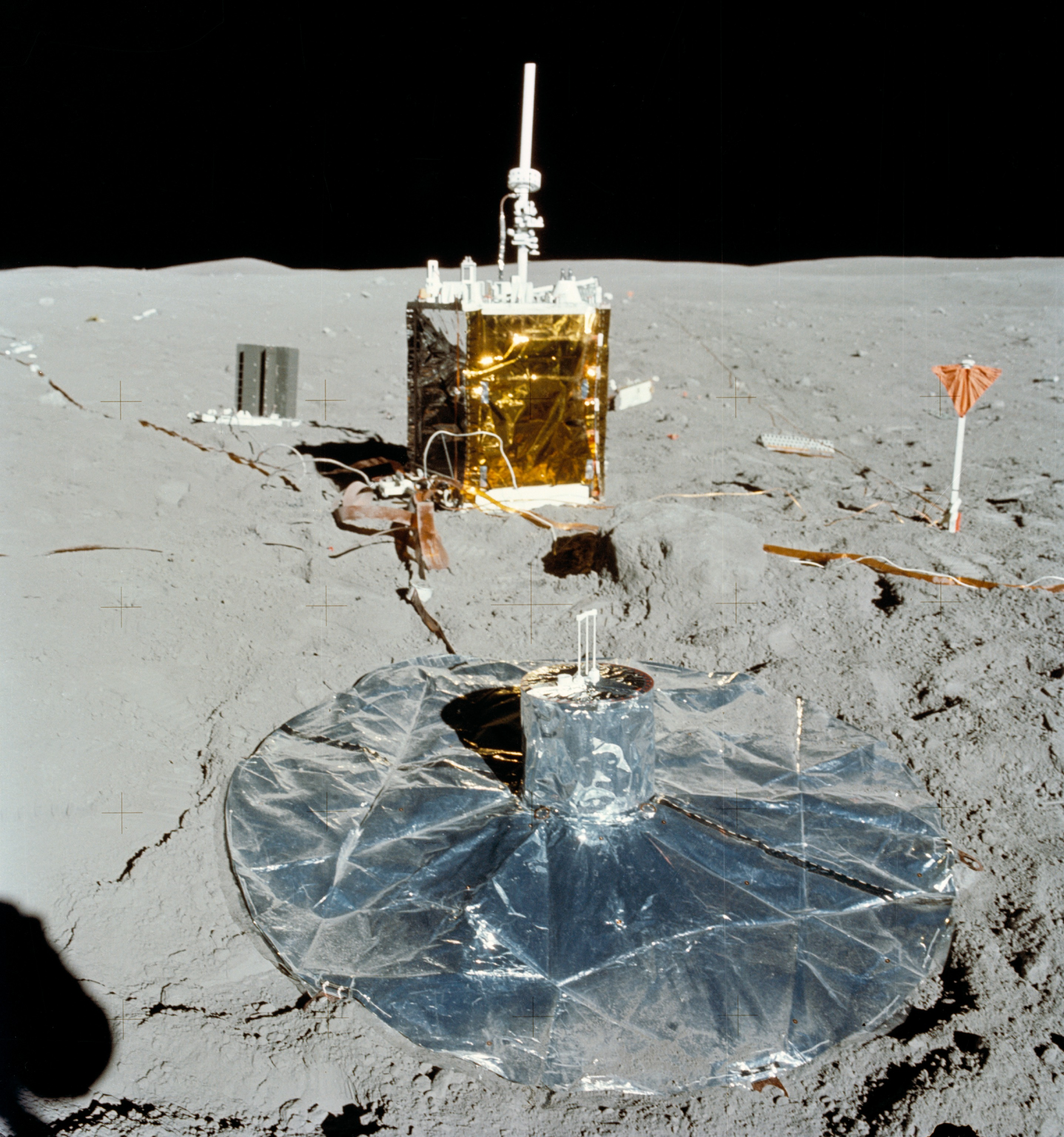
Частина інструментів ALSEP, залишених в ході польоту «Аполлона-16»

ALSEP являв собою набір наукових приладів, які астронавти розміщували на місці посадки кожної з місячних експедицій (за винятком самої першої експедиції Аполлона-11). В експедиції «Аполлон-11» на Місяці був залишений скорочений, порівняно з ALSEP, комплект апаратури, названий EASEP (англ. Early Apollo Scientific Experiments Package, попередній комплект наукових інструментів «Аполлона»).

## Розгортання
ALSEP зберігався у відділенні наукового обладнання місячного модуля (SEQ) у двох окремих підпакетах. База першого підпакета становила Центральну станцію, а основа другого підпакета була частиною РТГ. Субпіддон також був прикріплений до другого субпакета, який зазвичай містив один або два експерименти та антенний карданний вузол.
На Apollo 12, 13 і 14 другий підпакет також зберігав Lunar Hand Tool Carrier (HTC). Точне розгортання експериментів відрізнялося залежно від місії. 